# Loose Ends (альбом Джими Хендрикса)
Loose Ends — седьмой студийный альбом американского гитариста, певца и композитора Джими Хендрикса, выпущенный после его смерти в феврале 1974 года в Великобритании. Это последний альбом его менеджера Майкла Джеффри.

## Об альбоме
Loose Ends является четвёртым посмертным альбомом Джими Хендрикса. В дискографии является  восьмым по счету, выпущенный в 1974 году в Соединенном Королевстве компанией Polydor. В США не издавался на виниловом диске. Альбом составлен из студийных рабочих записей и джемов, сделанных Джими в его студии Electric Lady, а также в студии Record Plant, преимущественно в 1970 году, хотя некоторые треки были записаны еще 1960-х годах. На Loose Ends попытались воссоздать живую атмосферу студийной работы, комментарии и реплики Хендрикса, его переговоры с сидящим в аппаратной продюсером. Альбом ярко свидетельствует о величине гитарного гения Хендрикса и дает представление о большой потере музыкальным миром гения.
Loose Ends продюсировали Джон Янсен и любимый звукоинженер Хендрикса Эдди Крамер. Янсен не захотел, чтобы его имя упоминалось в титрах альбома и использовал псевдоним «Алекс Тревор». Одна композиция — «The Stars That Play with Laughing Sam’s Dice» была спродюсирована самим Хендриксом, она была дополнительно выпущена в 1967 году на обратной стороне сингла «Burning of the Midnight Lamp», а потом в сборнике Smash Hits (1968). Данные версии были либо моно-записи, либо или стерео версии, но не всегда удачные, и только в Loose Ends она была сведена в стерео.

## Список композиций
Все песни написаны Хендриксом, кроме указанных.
1. «Come Down Hard on Me Baby» (2:59)
2. «Blue Suede Shoes» (Carl Perkins) (3:58)
3. «Jam 292» (3:49)
4. «The Stars That Play with Laughing Sam’s Dice» (4:20)
5. «Drifter’s Escape» (Bob Dylan) (3:02)
6. «Burning Desire» (9:30)
7. «Born a Hootchie Kootchie Man» (Willie Dixon) (5:59)
8. «Electric Ladyland» (1:32)

## Участники записи
- Джими Хендрикс — гитара, вокал
- Билли Кокс — бас, бэк вокал(6)
- Митч Митчелл — ударные(1,3,4,5)
- Бадди Майлз — ударные, (2,6,7)бэк вокал(6,7)
- Шэрон Лайн — пианино(3)
- Ноэль Рэдинг — бас(4)